# Ropień okołowierzchołkowy
Ropień okołowierzchołkowy (łac. abscessus periapicalis, ang. periapical abscess) – proces zapalny toczący się w tkankach okołowierzchołkowych zęba. Jest to pierwsza faza ostrego ropnego zapalenia tkanek okołowierzchołkowych. W odpowiedzi na infekcję bakteryjną do ozębnej migrują granulocyty obojętnochłonne. Masowo ginące w procesach fagocytozy patogennych mikrobów neutrofile są jednym z podstawowych składników gromadzącej się ropy. Powoduje to resorpcję blaszki kostnej zębodołu z jednej strony, a cementu korzeniowego z drugiej.

## Objawy
Chory uskarża się na silny ból odczuwany przy ucisku za ząb przyczynowy oraz na ból samoistny  nasilający się po przyjęciu poziomego położenia ciała (np. w nocy). Ból opisywany jest jako pulsujący, ciągły i promieniujący. Zwykle ciepło wzmaga odczucia bólowe, zimno zaś je łagodzi. Niektórzy chorzy podają, że mają uczucie „wysadzania zęba z zębodołu”.

## Diagnostyka
Istotne znaczenie w rozpoznaniu ropnia okołowierzchołkowego stanowi prawidłowo przeprowadzony wywiad lekarski, dodatni objaw Owińskiego oraz badanie RTG. W przypadkach, w których zewnętrzna blaszka wyrostka zębodołowego uległa zniszczeniu przez toczący się proces zapalny obserwować można dodatni objaw Smrekera.
W okolicy zęba przyczynowego występuje zwykle bolesne zaczerwienienie błony śluzowej oraz nieznaczny obrzęk.
Analiza zdjęć RTG pokazuje jedynie poszerzenie szpary ozębnowej.

## Leczenie
Zdiagnozowanie ropnia okołowierzchołkowego pociąga za sobą konieczność trepanacji zęba (otwarcia komory). Następnie przeprowadza się leczenie kanałowe zęba, ewentualnie tzw. „leczenie otwarte” w połączeniu z zastosowaniem antybiotyku w odpowiedniej dawce. W przypadku mechanicznych przeszkód w leczeniu kanałowym konieczne może być leczenie chirurgiczne – ekstrakcja zęba, resekcja wierzchołka korzenia.

## Powikłania
Nieleczony ropień okołowierzchołkowy często przechodzi w ropień podokostnowy.
Wysięk ropny przebija się najczęściej przez komorę zęba, przez kość wyrostka zębodołowego lub przez kieszonkę patologiczną.
W przebiegu ropnia okołowierzchołkowego potencjalnie możliwe jest wystąpienie wszystkich powikłań zapalenia tkanek okołowierzchołkowych. 